# Itä-Länsi-sarja 1937
Die Itä-Länsi-sarja 1937 war die zweite offizielle Spielzeit der zweithöchsten finnischen Fußballliga. 

## Modus
Die 13 Mannschaften waren in zwei Gruppen (Ost und West) eingeteilt. Die Teams spielten an zehn bzw. zwölf Spieltagen jeweils zweimal gegeneinander. Die beiden Gruppensieger spielten den Meister und direkten Aufsteiger aus. Das unterlegene Team konnte über die Play-offs ebenfalls aufsteigen.

## Teilnehmer
| Verein               | Stadt   |
| -------------------- | ------- |
| Kouvolan Urheilijat  | Kouvola |
| Kotkan PS            | Kotka   |
| Kuopion Pallotoverit | Kuopio  |
| Kuopion PS           | Kuopio  |
| Viipurin Reipas      | Wyborg  |
| Viipurin PS          | Wyborg  |

| Verein            | Stadt     |
| ----------------- | --------- |
| Kronohagens IF    | Helsinki  |
| Hangö BK          | Hanko     |
| IF Drott          | Jakobstad |
| Porin Palloilijat | Pori      |
| Porvoon Akilles   | Porvoo    |
| TaPa Tampere      | Tampere   |
| Vaasan PS         | Vaasa     |

## Gruppe Ost
| Pl. | Verein                  | Sp. | S | U | N | Tore    | Quote | Punkte |
| --- | ----------------------- | --- | - | - | - | ------- | ----- | ------ |
| 1.  | Kuopion Pallotoverit    | 10  | 9 | 1 | 0 | 040:170 | 2,35  | 19:10  |
| 2.  | Viipurin Reipas         | 10  | 5 | 1 | 4 | 025:190 | 1,32  | 11:90  |
| 3.  | Kuopion PS              | 10  | 4 | 3 | 3 | 013:120 | 1,08  | 11:90  |
| 4.  | Viipurin PS             | 10  | 3 | 2 | 5 | 022:180 | 1,22  | 08:12  |
| 5.  | Kouvolan Urheilijat (N) | 10  | 2 | 2 | 6 | 015:310 | 0,48  | 06:14  |
| 6.  | Kotkan PS               | 10  | 2 | 1 | 7 | 014:420 | 0,33  | 05:15  |

Platzierungskriterien: 1. Punkte – 2. Torquotient
| (N) | Aufsteiger |

## Gruppe West
| Pl. | Verein                | Sp. | S  | U | N | Tore    | Quote | Punkte |
| --- | --------------------- | --- | -- | - | - | ------- | ----- | ------ |
| 1.  | Vaasan PS (A)         | 12  | 11 | 1 | 0 | 058:500 | 11,60 | 23:10  |
| 2.  | IF Drott (A)          | 12  | 7  | 1 | 4 | 036:250 | 1,44  | 15:90  |
| 3.  | Kronohagens IF        | 12  | 5  | 1 | 6 | 026:300 | 0,87  | 11:13  |
| 4.  | Porvoon Akilles       | 12  | 5  | 0 | 7 | 023:300 | 0,77  | 10:14  |
| 5.  | TaPa Tampere          | 12  | 5  | 0 | 7 | 019:290 | 0,66  | 10:14  |
| 6.  | Hangö BK (N)          | 12  | 4  | 1 | 7 | 021:380 | 0,55  | 09:15  |
| 7.  | Porin Palloilijat (N) | 12  | 3  | 0 | 9 | 018:440 | 0,41  | 06:18  |

Platzierungskriterien: 1. Punkte – 2. Torquotient
| (A) | Absteiger aus der Mestaruussarja 1935 |
| (N) | Aufsteiger                            |

## Play-offs
Die beiden Gruppensieger trafen aufeinander. Der Sieger stieg in die Mestaruussarja 1938 auf. Das unterlegene Team spielte im Anschluss gegen den Siebten der Mestaruussarja.
|                      | Gesamt |           | Hinspiel | Rückspiel |
| -------------------- | ------ | --------- | -------- | --------- |
| Kuopion Pallotoverit | 5:2    | Vaasan PS | 2:2      | 3:0       |

|           | Gesamt |          | Hinspiel | Rückspiel |
| --------- | ------ | -------- | -------- | --------- |
| Vaasan PS | 5:4    | Vasa IFK | 2:2      | 3:2       |

Vaasa PS stieg auf.